# Дзенцелець
Дзенцелець (пол. Dzięcielec) — село в Польщі, у гміні Ленчиці Вейгеровського повіту Поморського воєводства.
Населення — 234 особи (2011).
У 1975-1998 роках село належало до Гданського воєводства.

## Демографія
Демографічна структура станом на 31 березня 2011 року:
|          | Загалом | Допрацездатний вік | Працездатний вік | Постпрацездатний вік |
| -------- | ------- | ------------------ | ---------------- | -------------------- |
| Чоловіки | 115     | 41                 | 68               | 6                    |
| Жінки    | 119     | 39                 | 60               | 20                   |
| Разом    | 234     | 80                 | 128              | 26                   |